# Акітський університет
Акітський університет (яп. 秋田大学, あきただいがく; англ. Akita University) — державний університет у Японії. Розташований за адресою: префектура Акіта, місто Акіта, квартал Теґата-ґакуен 1-1. Відкритий у 1949 році. Скорочена назва — Сю-дай (яп. 秋大, しゅうだい).

## Факультети
- Факультет міжнародних відносин (яп. 国際資源学部)
- Факультет культорології (яп. 教育文化学部)
- Медичний факультет (яп. 医学部)
- Інженерно-технічний факультет (яп. 理工学部)

## Аспірантура
- Педагогічна аспірантура (яп. 教育学研究科)
- Медична аспірантура (яп. 医学研究科)
- Інженерно-ресурсна аспірантура (яп. 工学資源学研究科)
- Інженерно-технічна аспірантура (яп. 理工学研究科; з квітня 2016 року)